# 1849
1849 (MDCCCXLIX) var ett normalår som började en måndag i den gregorianska kalendern och ett normalår som började en lördag i den julianska kalendern.

## Händelser

### Januari
- 27 januari – Fayetteville and Western Plank Road Company bildas i USA för att bygga en plankväg från Fayetteville, North Carolina till Bethania, North Carolina.[1]

### Mars
- 4 mars
  - Zachary Taylor efterträder James K. Polk som USA:s president.
  - Millard Fillmore från New York blir USA:s nye vicepresident.

### April
- 3 april – Efter drygt sju månaders vapenvila utbryter åter strider i schleswig-holsteinska kriget.
- 22 april – Brand i Hedemora, Sverige.[2]

### Maj
- 5 maj – Byggandet av den första hästdrivna järnvägen i öppet landskap, Sveriges första järnväg, Frykstabanan, påbörjas mellan Klarälven och Fryksta vid Frykensjöarna i Värmland.
- 11 maj – Uppsala studentkår grundas.
- 22 maj – Brand i Linköping, Sverige.[2]

### Juni
- 4 juni – Det första liberala reformmötet i Örebro öppnas.

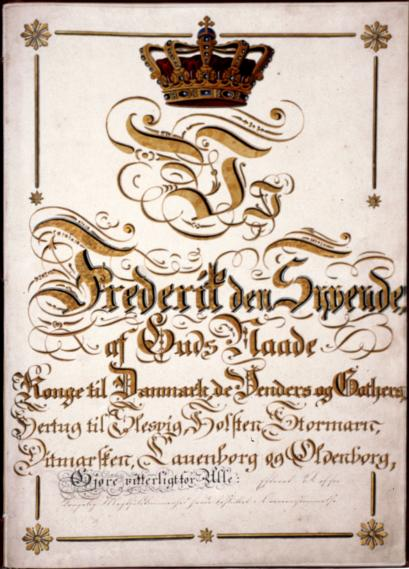
Danmarks konstitution.

- 5 juni – Danmark blir en konstitutionell monarki.[3]

### Juli
- Juli – En amerikanska flottstyrka återfår en amerikan som tillfångatagits av österrikarna i Smyrna.[4]
- 10 juli – En vapenvila sluts i schleswig-holsteinska kriget och löfte utfärdas om 4000 man svensk-norska trupper till norra Schleswig som buffert mellan danskarna och tyskarna.

### Oktober
- Oktober – Frykstabanan öppnas för trafik.

### Okänt datum
- North Carolinas generalförsamling i USA låter North Carolina Railroad bygga en järnväg från Goldsboro genom Raleigh och Salisbury till Charlotte.[5]
- Sveriges första ångsåg anläggs i Tunadal utanför Sundsvall. Med centrum kring Sundsvall ("Sveriges Klondike") expanderar sågverksindustrin och ökar befolkningen i Norrland.
- Ett svenskt läroverksplakat utfärdas. Lärdoms- och apologistskolorna samt gymnasierna sammanslås till ett gemensamt läroverk. Plakatet väcker dock kritik, eftersom det inte innehåller några konkreta bestämmelser.
- Fredrika Bremer anträder som ensam kvinna en resa till Amerika.
- Sveriges sista veteransjukhus, Invalidkåren på Ulriksdal, läggs ned, då den siste invaliden där avlider. Därmed har de sista finska soldaterna i svenska armén försvunnit.
- Storbritannien besegrar sikherna och lägger under sig Punjab.
- Hedemora, Lidköping och Linköping drabbas av bränder.
- Harrods grundas, Knightsbridge, London.
- Grundandet av Bedford College (London), den första institutionen för högre utbildning för kvinnor.

## Födda

### Första kvartalet

#### Januari
- 13 januari – Alfhild Agrell, svensk författare. (död 1923)
- 18 januari – Richard Pischel, tysk indolog. (död 1908)
- 22 januari – August Strindberg, svensk författare och konstnär. (död 1912)
- 29 januari – Newton C. Blanchard, amerikansk demokratisk politiker och jurist, guvernör i Louisiana 1904–1908. (död 1922)

#### Februari
- 2 februari – Martin Huss, svensk godsägare och riksdagsman. (död 1897)
- 4 februari – Jean Richepin, fransk författare och poet. (död 1926)
- 5 februari – August Palm, svensk socialdemokratisk agitator - Mäster Palm. (död 1922)
- 13 februari – Randolph Churchill, brittisk politiker (tory), finansminister 1886–1887. (död 1895)
- 18 februari – Alexander Kielland, norsk författare. (död 1906)
- 19 februari – Hans Dahl, norsk konstnär. (död 1937)

#### Mars
- 4 mars – Albert Stutzer, tysk lantbrukskemist. (död 1923)
- 9 mars – Josef Kohler, tysk jurist. (död 1919)
- 14 mars – August Wijkander, svensk fysiker. (död 1913)
- 19 mars – Alfred von Tirpitz, tysk sjömilitär. (död 1930)

### Andra kvartalet

#### April
- 6 april – John William Waterhouse, brittisk målare, prerafaelit. (död 1917)
- 15 april – Victor Hutinel, fransk läkare. (död 1933)
- 17 april – William R. Day, amerikansk politiker och jurist, USA:s utrikesminister 1898 och domare i USA:s högsta domstol 1903–1922. (död 1923)
- 29 april – Lars Wilhelm Bergström, svensk disponent och politiker. (död 1922)

#### Maj
- 3 maj – Bertha Benz, tysk affärskvinna, Carl Benzs fru och den första person som kört en längre biltur, år 1888. (död 1944)
- 14 maj – Jean-Jacques Winders, belgisk arkitekt. (död 1936)
- 31 maj – Carl Fredrik Hill, svensk konstnär. (död 1911)

#### Juni
- 21 juni – Johan August Brinell, svensk metallurg. (död 1925)

### Tredje kvartalet

#### Juli
- 10 juli – John W. Griggs, amerikansk republikansk politiker, USA:s justitieminister 1898–1901. (död 1927)
- 12 juli – William Osler, kanadensisk läkare. (död 1919)
- 13 juli – Ferdinand Brütt, tysk konstnär. (död 1936)
- 16 juli – Theodor Barth, tysk politiker. (död 1909)
- 18 juli – Hugo Riemann, tysk musikvetare. (död 1919)
- 19 juli – Alphonse Aulard, fransk historiker. (död 1928)
- 20 juli – Robert Anderson Van Wyck, amerikansk demokratisk politiker, borgmästare i New York 1898–1901. (död 1918)
- 22 juli – Emma Lazarus, amerikansk poet. (död 1887)

#### Augusti
- 23 augusti – William S. West, amerikansk demokratisk politiker, senator 1914. (död 1914)

#### September
- 9 september – Rienzi Melville Johnston, amerikansk publicist och demokratisk politiker, senator 1913. (död 1926)

### Fjärde kvartalet

#### Oktober
- 26 oktober – Ferdinand Georg Frobenius, tysk matematiker. (död 1917)

#### November
- 29 november – John Ambrose Fleming, brittisk elektroingenjör och fysiker. (död 1945)

#### December
- 6 december
  - Charles Thomas, amerikansk politiker, guvernör i Colorado 1899–1901, senator 1913–1921. (död 1934)
  - August von Mackensen, tysk militär. (död 1945)
- 11 december – Ellen Key, svensk författare, pedagog och feminist. (död 1926)
- 25 december – Magnus Blix, svensk fysiolog. (död 1904)

## Avlidna

### Första kvartalet

#### Januari
- 11 januari – Ray Greene, 83, amerikansk politiker, senator 1797–1801.
- 28 januari – David L. Morril, 76, amerikansk politiker, senator 1817–1823, guvernör i New Hampshire 1824–1827.

#### Februari
- 13 februari – Christian Rummel, 61, tysk musiker.
- 28 februari – Josepha von Siebold, 77, tysk obstetriker.

#### Mars
- 12 mars – Thomas Morris, 78, amerikansk politiker, kongressledamot 1801–1803.
- 15 mars – Giuseppe Gasparo Mezzofanti, 74, italiensk kardinal och lingvist.

### Andra kvartalet

#### April
- 3 april – Juliusz Słowacki, 39, polsk poet.

#### Maj
- 10 maj – Hokusai, 88, japansk ukiyo-ekonstnär.
- 11 maj – Julie Récamier, 71, fransk salongsvärd.

#### Juni
- 10 juni – Thomas Robert Bugeaud de la Piconnerie, 64, fransk marskalk.
- 15 juni – James K. Polk, 53, amerikansk politiker, USA:s president från 1845 till 4 mars detta år.

### Tredje kvartalet

#### Juli
- 7 juli – Goffredo Mameli, 21, italiensk poet och militär.

#### Augusti
- 23 augusti – Edward Hicks, 69, amerikansk målare.

#### September
- 25 september – Johann Strauss den äldre, 45, österrikisk kompositör.

### Fjärde kvartalet

#### Oktober
- 7 oktober – Edgar Allan Poe, 40, amerikansk författare.
- 17 oktober – Frédéric Chopin, 39, polsk tonsättare och pianist.[6]

#### November
- 26 november – Anders Fredrik Granstedt, 49, finländsk arkitekt.

#### December
- 2 december – Adelaide av Sachsen-Meiningen, 57, drottning av Storbritannien 1830–1837 (gift med Vilhelm IV).
- 12 december – Marc Isambard Brunel, 80, fransk-brittisk ingenjör.

### Fotnoter
1. ↑  CommunicationSolutions/ISI, "Plank Roads Chartered in North Carolina" Arkiverad 29 mars 2017 hämtat från the Wayback Machine., North Carolina Business History, 2006, läst 1 februari 2010
2. 1 2  ”Värmlands brandhistoriska klubb”. Arkiverad från originalet den 12 oktober 2011. https://www.webcitation.org/62NB7kO36?url=http://www.brandhistoriska.org/olyckor_se.html. Läst 16 mars 2011.
3. ↑  Det hände i dag
4. ↑  ”USA:s militära insatser i utlandet 1798-2004”. Arkiverad från originalet den 9 december 2013. https://web.archive.org/web/20131209174005/http://www.history.navy.mil/library/online/forces.htm. Läst 30 januari 2011.
5. ↑  CommunicationSolutions/ISI, "Railroads — prior to the Civil War" Arkiverad 26 juli 2011 hämtat från the Wayback Machine., North Carolina Business History, 2006, läst 1 februari 2010
6. ↑  Det hände i dag